# 谱定理
数学上，特别是线性代数和泛函分析中，谱定理（英語：Spectral theorem）是关于线性算子或者矩阵的一些结果。泛泛来讲，谱定理给出了算子或者矩阵可以对角化的条件（也就是可以在某个基底中用对角矩阵来表示）。对角化的概念在有限维空间中比较直接，但是对于无穷维空间中的算子需要作一些修改。通常，谱定理辨认出一族可以用乘法算子来代表的线性算子，这是可以找到的最简单的情况了。用更抽象的语言来讲，谱定理是关于交换C*-代数的命题。参看谱分析中的历史观点。
可以应用谱定理的例子有希尔伯特空间上的自伴算子或者更一般的正规算子。
谱定理也提供了一个算子所作用的向量空间的标准分解，称为谱分解，特征值分解，或者特徵分解。
本条目中，主要考虑谱定理的简单情况，也就是希尔伯特空间上的自伴算子。但是，如上文所述，谱定理也对希尔伯特空间上的正规算子成立。

## 有限维的情况

### 埃尔米特矩阵
从在具有标准埃尔米特内积的有限维实或者内积空间{\displaystyle V}上的埃尔米特矩阵{\displaystyle A}开始；埃尔米特条件意味着
{\displaystyle \langle Ax,\,y\rangle =\langle x,\,Ay\rangle }
对于所有{\displaystyle V}的元素{\displaystyle x,y}成立。
一个等价的条件是{\displaystyle A^{*}=A}，其中{\displaystyle A^{*}}是{\displaystyle A}的共轭转置。若{\displaystyle A}为实矩阵，这等价于{\displaystyle A^{T}=A}（也即，{\displaystyle A}是对称矩阵）。埃尔米特矩阵的特征值是实数。
先回顾一下线性算子A的特征向量是（非零）向量{\displaystyle x}使得{\displaystyle Ax=\lambda x}对于某个标量{\displaystyle \lambda }成立。值{\displaystyle \lambda }是相应的特征值。
定理：当{\displaystyle A}是埃尔米特矩阵, 存在标准正交基{\displaystyle V}，由{\displaystyle A}的特征向量组成。且{\displaystyle A}每个特征值都是实数。

#### 证明
这里给出复数情况的证明概要。
根据代数基本定理，任何方形虚数项矩阵存在至少一个特征值。若{\displaystyle A}为埃尔米特矩阵，有特征向量{\displaystyle e_{1}}，考虑子空间{\displaystyle K=\mathrm {span} \left\{e_{1}\right\}^{\perp }}，也即{\displaystyle e_{1}}的正交补空间。根据埃尔米特性，{\displaystyle K}为{\displaystyle A}的不变子空间。在{\displaystyle K}上采用同样的论证表明{\displaystyle A}有特征向量{\displaystyle e_{2}\in k}。通过有限归纳法可以完成证明。
谱定理对于 n 维欧几里得空间上的对称矩阵也成立，但是特征向量的存在性更难一些。实对称矩阵有实特征值，因此特征向量有实项。
若取{\displaystyle A}的特征向量为标准正交基，{\displaystyle A}在这个基上的表示是对角的。等价地，{\displaystyle A}可以写作互相正交的投影的线性组合，称为它的谱分解。令
{\displaystyle V_{\lambda }=\{\,v\in V:Av=\lambda v\,\}}
为对应于特征值{\displaystyle \lambda }的特征空间。注意该定义不依赖于特定特征向量的选择。{\displaystyle V}是空间{\displaystyle V_{\lambda }}的直积，其中下标取遍特征值。令{\displaystyle P_{\lambda }}为到{\displaystyle V_{\lambda }}上的正交投影，而{\displaystyle \lambda _{1},\ldots ,\lambda _{m}}为{\displaystyle A}的特征值，谱分解可以写作：
{\displaystyle A=\lambda _{1}P_{\lambda _{1}}+\cdots +\lambda _{m}P_{\lambda _{m}}.}
谱分解是舒尔分解的特例。也是奇异值分解的特例。

### 正规矩阵
谱定理可以推广到更为一般的矩阵。令{\displaystyle A}为有限维内积空间上的算子。{\displaystyle A}称为正规算子若{\displaystyle A^{*}\ A=A\ A^{*}}。可以证明{\displaystyle A}正规当且仅当它可以酉对角化：根据舒尔分解，{\displaystyle A=U\ T\ U^{*}}，其中{\displaystyle U}是酉矩阵而{\displaystyle T}是上三角阵。
因为{\displaystyle A}正规，{\displaystyle T\ T^{*}=T^{*}\ T}，所以{\displaystyle T}必定是对角的。反过来也是显然的。
换言之，{\displaystyle A}正规当且仅当存在酉矩阵{\displaystyle U}使得
{\displaystyle A=U\Lambda U^{*}\;}
其中{\displaystyle \Lambda }是对角矩阵，其各项为{\displaystyle A}的特征值。{\displaystyle U}的列向量是{\displaystyle A}的特征向量，而且他们是单位正交的。和埃尔米特的情况不同，{\displaystyle A}的对角项未必为实数。

## 紧自伴算子的谱定理
一般来讲，希尔伯特空间中的关于紧自伴算子的谱定理和有限维的基本一样。
定理：设{\displaystyle A}为希尔伯特空间{\displaystyle V}上的紧自伴算子。存在{\displaystyle V}的标准正交基，由{\displaystyle A}的特征向量构成。每个特征值都是实数。
对于埃尔米特矩阵，关键在于存在至少一个非零向量。要证明这一点，不能靠行列式来表明特征值的存在，而是要使用极大化论证，类似于特征值的变分表述。上述谱定理对于实或虚希尔伯特空间都成立。
如果紧性假设被取消，则未必每个自伴算子都有特征。

## 有界自伴算子的谱定理
接下来的推广是希尔伯特空间{\displaystyle V}上的有界自伴算子{\displaystyle A}。这样的算子可能没有特征值：例如令{\displaystyle A}为{\displaystyle L^{2}[0,1]}上乘以{\displaystyle t}的算子，也即
{\displaystyle [A\varphi ](t)=t\varphi (t).\;}
定理：令{\displaystyle A}为希尔伯特空间{\displaystyle H}上有界自伴算子。则存在测度空间{\displaystyle (X,\Sigma ,\mu )}和{\displaystyle X}上实值可测函数{\displaystyle f}，以及酉算子{\displaystyle U:H\rightarrow {L^{2}}_{\mu }(X)}使得
{\displaystyle U^{*}TU=A\;}
其中{\displaystyle T}是乘法算子：
{\displaystyle [T\varphi ](x)=f(x)\varphi (x).\;}
这是称为算子理论的泛函分析这个巨大的研究领域的起点。
对于希尔伯特空间上的有界正规算子也有一个类似的谱定理。结论中唯一的区别在于{\displaystyle f}可能是复值的。
谱定理的另一个表述形式将算子{\displaystyle A}表达为在算子谱上的坐标函数关于投影值测度的积分。当该正规算子是紧的，这个版本的谱定理退化为上面的有限维谱定理，只是算子表达为可能为无限多的投影的线性组合。

## 一般自伴算子的谱定理
很多数学分析中的重要线性算子，例如微分算子，是无界的。对于这类情况的自伴算子也有一个谱定理。例如，任何常系数微分算子酉等价于乘法算子。事实上，实现这一等价的酉算子就是傅立叶变换；该乘法算子是一类傅立叶乘子。

## 参看
- 矩阵分解
- 标准型
- 若尔当分解，谱分解是其特例。
- 奇异值分解，谱定理到任意矩阵的推广。
- 矩阵特征分解